# Pusztaottlaka
Pusztaottlaka es un pueblo ubicado en el distrito de Mezőkovácsháza, condado de Békés, Hungría.

## Superficie
Posee una superficie de 18,87 kilómetros cuadrados.

## Demografía
Hasta 2022 la población era de 290 habitantes, con una densidad de población de 15,37 habitantes por kilómetro cuadrado.